# Nesiophasma kuehni
Nesiophasma kuehni är en insektsart som först beskrevs av Brunner von Wattenwyl 1907.  Nesiophasma kuehni ingår i släktet Nesiophasma och familjen Phasmatidae. Inga underarter finns listade i Catalogue of Life.